# Komo tú
Komo tú es el segundo álbum de la cantante chilena Karen Paola, publicado en noviembre de 2005 por la discográfica Music World.

## Lista de canciones
1. Tú siempre tú
2. Mira niño (Original de María Isabel López)
3. Dame (Original de Beth Rodergas)
4. No te miento
5. Antes muerta que sencilla (Original de María Isabel López)
6. Te comeré a besos (Original de Sara)
7. Eres un bombón (Original de Anabel, Rocío y Sara)
8. La vida es cool (con Ximena Abarca)
9. Qué calor (Original de Alba y Carolina)
10. Yo soy una bambina (Original de Nico)
11. Bésame y calla
12. Loca, loca (Original de Alba y Carolina)
13. Cantaré (Original de Blas)
14. Malo (Cover de Bebe)
15. Nuestras vidas juntos